# Pteromalus fenomenalis
Pteromalus fenomenalis is een vliesvleugelig insect uit de familie Pteromalidae. De wetenschappelijke naam is voor het eerst geldig gepubliceerd in 1958 door Domenichini.